# Райхсбрюке
Райхсбрюке (нім. Reichsbrücke — "Імперський міст", офіційно Йоганн-Нестрой-брюке (нім. Johann-Nestroy-Brücke)) — один із найвідоміших мостів Відня. Він перетинає річку Дунай, острів Донауінзель і річку Новий Дунай та сполучає між собою віденські райони Леопольдштадт і Донауштадт; міст починається на площі Мексикоплатц (нім. Mexikoplatz) на вулиці Гандельскай (район Леопольдштадт) і тягнеться на північний схід до району Donau City та Віденського міжнародного центру.
Сучасний Райхсбрюке був відкритий у 1980 році — це третій міст, що перетинає Дунай на тій самій осі та носить цю назву. Перший міст Райхсбрюке (також відомий як Міст кронпринца Рудольфа (нім. Kronprinz-Rudolf-Brücke) та за проєктною назвою Райхсштрасенбрюке (нім. Reichsstraßenbrücke)), залізний перемичковий міст на п'яти опорах, існував з 1876 по 1937 роки. Другий міст — ланцюговий на двох пілонах 30 м заввишки на двох річкових опорах, — був відкритий у 1937 році і вважався одним із символів міста наряду із Собором Святого Стефана та чортовим колесом Різенрад. Після Другої світової війни він залишився єдиним цілим мостом через Дунай у всій Австрії вниз по течії річки від Лінца та перетворився на одну із найзавантаженіших дорожних ділянок країни.
Вранці 1 серпня 1976 року міст по всій ширині Дунаю обвалився у воду; у результаті цього інциденту, який неможливо було передбачити на той момент, загинула одна особа. Значення та емоційне навантаження, яке мав міст через своє багате минуле у містян, внаслідок обвалу лише зросли.

## Історія

### Передісторія

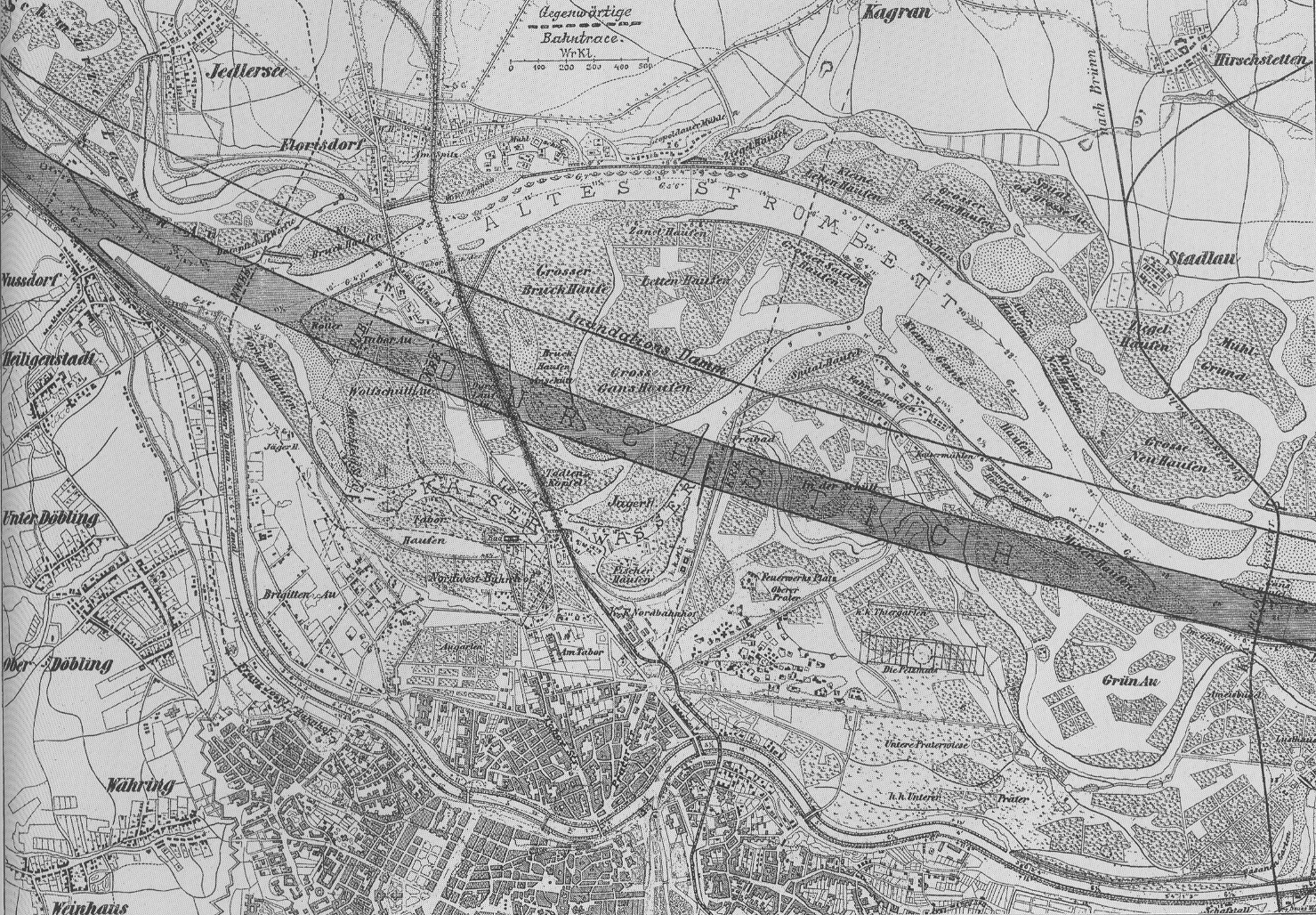
Річка Дунай до регулювання (в центрі позначено розташування мосту Райхсбрюке)

За кілька років після великої повені 1830 року було прийняте рішення врегулювати русло Дунаю і водночас спорудити низку мостів через утворене внаслідок цього русло річки. Також було заплановано спорудити один ланцюговий міст на приблизному місці розташування сучасного мосту Райхсбрюке, вартість побудови якого було оцінено у суму від двох до трьох мільйонів гульденів. Втім, ці плани, як і інші наміри спорудження стабільних мостів через неврегульований Дунай, до віденської регуляції русла річки так і не були здійснені, а проєкти не пішли далі планувальної фази. Абсолютно усі мости через Дунай як і для дорожнього руху, так і для відкритої у 1838 році Північної залізниці, на той час мали скоріше тимчасовий характер: це були дерев'яні мости на палях, які регулярно зносили повені або льодові затори, через що їх врешті-решт доводилося споруджувати заново.
12 вересня 1868 року імператорським указом було призначене врегулювання Дунаю. У той самий час мали бути споруджені "стабільні мости", один з яких повинен був являти собою пряме продовження вулиці Єґерцайле (нині: Пратерштрасе) та вулиці Швіммшульштрасе (нині: Лассаллештрасе). Із вибором цього місця мала утворитися центральна містобудівна ось, що тягнулась від Глорієтти Шенбрунна через собор Святого Стефана і Пратерштерн до самого Дунаю.  На іншому боці Дунаю мав бути прокладений міст до віденської, кагранської та леопольдауської імперської дороги (нім. Reichsstraße, з 1910 року Ваґрамер-штрасе (нім. Wagramer Straße)), яка стала важливим шляхом сполучення із північно-східними районами монархії. У зв'язку з цим міст мав отримати назву Райхсштрасенбрюке (нім. Reichsstraßenbrücke).

### Перший міст Райхсбрюке (1876—1937)
Замовлений кайзером Францем Йосифом І міст, що сполучав головну частину 2-го району (Леопольдштадт) з районом Кайзермюлен, який після регуляції Дунаю опинився на його лівому березі, з теперішнім старим Дунаєм та самостійною до 1890 / 1892 року громадою Каґран, діяв з серпня 1876 року до жовтня 1937 року. Його декілька разів перейменовували: під час спорудження він мав тимчасову назву Райхсштрасенбрюке (нім. Reichsstraßenbrücke), а після відкриття отримав назву Міст кронпринца Рудольфа (нім. Kronprinz-Rudolf-Brücke). У повсякденному вжитку, втім, скоро з'явилася назва Райхсбрюке (нім. Reichsbrücke). Після падіння монархії 6 листопада 1919 року міст офіційно отримав цю назву.
Маючи загальну довжину близько 1020 м, міст на той був час був найдовшим мостом через Дунай. Він мав ширину 11,40 м, 7,6 м з якої займала проїжджа частина, а 3,8 м — два тротуари. Згідно із початковим плануванням, загальна ширина мосту мала складати 15,2 м, але невдовзі перед спорудженням мосту парламент постановив зменшити його ширину через фінансові причини.
Міст складався із трьох частин. Через т.зв. дамбу Губертусдамм, що захищала від повені рівнину Мархфельд, і утворену в ході регуляції русла Дунаю зону затоплення на північному, лівому березі річки було перекинуто кам'яний міст 432 м завдовжки, що складався із 16 арок з внутрішніми габаритами ширини від 23 до 39 м. Через вулицю Гандельскай на південному, правому березі було перекинуто т.зв. міст Кайбрюке завдовжки 90,4 м з чотирма арками із внутрішніми габаритами 18,96 м. Сам міст, що перекривав основну частину річки, мав довжину 341,2 м і складався із чотирьох окремих залізних решетчатих ферм, що тримались на п'яти опорах завтовшки 3,8 м, три з яких стояли у воді. Відстань між опорами становила 79,9 м.

#### Спорудження

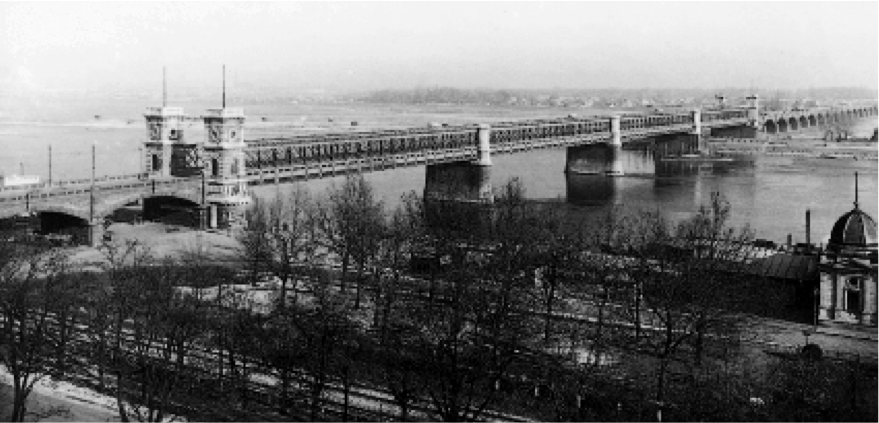
Міст кронпринца Рудольфа бл. 1900 року

Спорудження мосту почалося у серпні 1872 року. На той час русло Дунаю вже було більшою мірою завершене, але ще не заводнене. Таким чином, Райхсбрюке, так само, як і низка інших мостів через Дунай, був побудований сухим способом.
Будівельні роботи були заплановані департаментом вуличного та водного будівництва ц.к. міністерства внутрішніх справ, тодішній голова якого був знайомий із вищим керівництвом будівництва. Загалом спорудження коштувало 3,7 млн гульденів. Металоконструкція мала загальну вагу 2193 т і була виготовлена фірмою Schneider & Co у Бургундії із бельгійського зварного заліза.
Як єдиний із чотирьох на той час споруджених мостів через Дунай Райхсбрюке ще не був відкритий для транспорту, коли 14 квітня 1875 року було заводнене нове русло Дунаю. Лише 16 місяців потому, 21 серпня 1876 року, на день народження кронпринца Рудольфа ц.к. намісник Нижньої Австрії, барон Зігмунд Конрад фон Айбесфельд, у присутності кайзера відкрив міст і дав йому всупереч початковому задуму назву міст кронпринца Рудольфа. На церемонії відкриття були присутні зокрема делегація з Японії, імперський військовий міністр фельдцейхмейстер граф Артур Максиміліан фон Бюландт-Райдт і бургомістр Відня Каєтан фон Фельдер. Намісник зачитав постанову, у якій кайзер Франц-Йосиф І засвідчував повне імператорське вдоволення роботою керівника будівництва і нагороджував лицарським хрестом Ордена Франца Йосифа кількох інженерів та радників. Кульмінацією церемонії стало закладення ключового каменю останньої опори похиленого в'їзду, під яким у спеціальній скрині були замуровані численні документи, фотографії мосту, монети і медалі.

#### Використання мосту

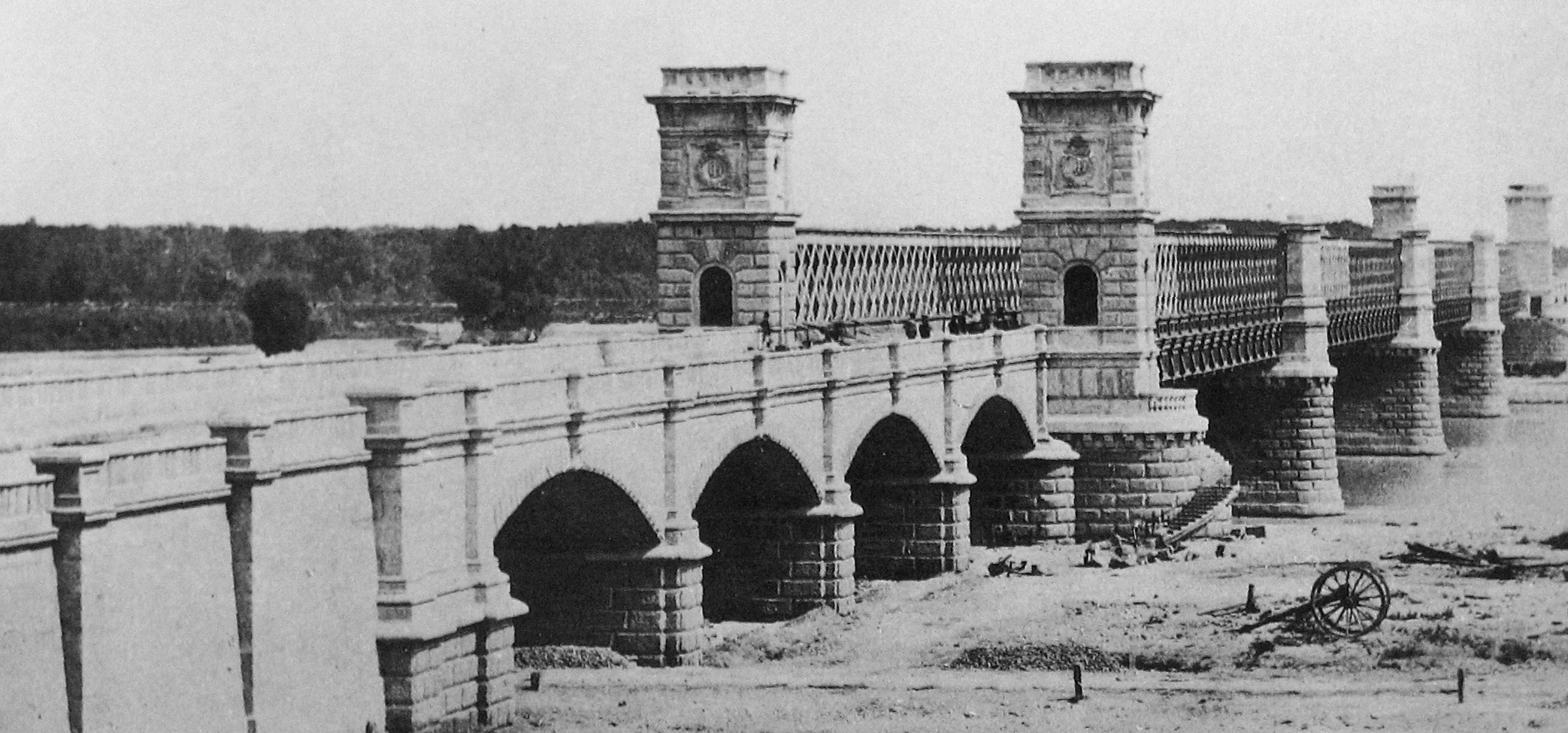
В'їзд до мосту і чотири муровані арки над вулицею Гандельскай на південному, правому березі Дунаю; справа видно приєднаний до нього міст через русло Дунаю. Фотокартка 1876 року

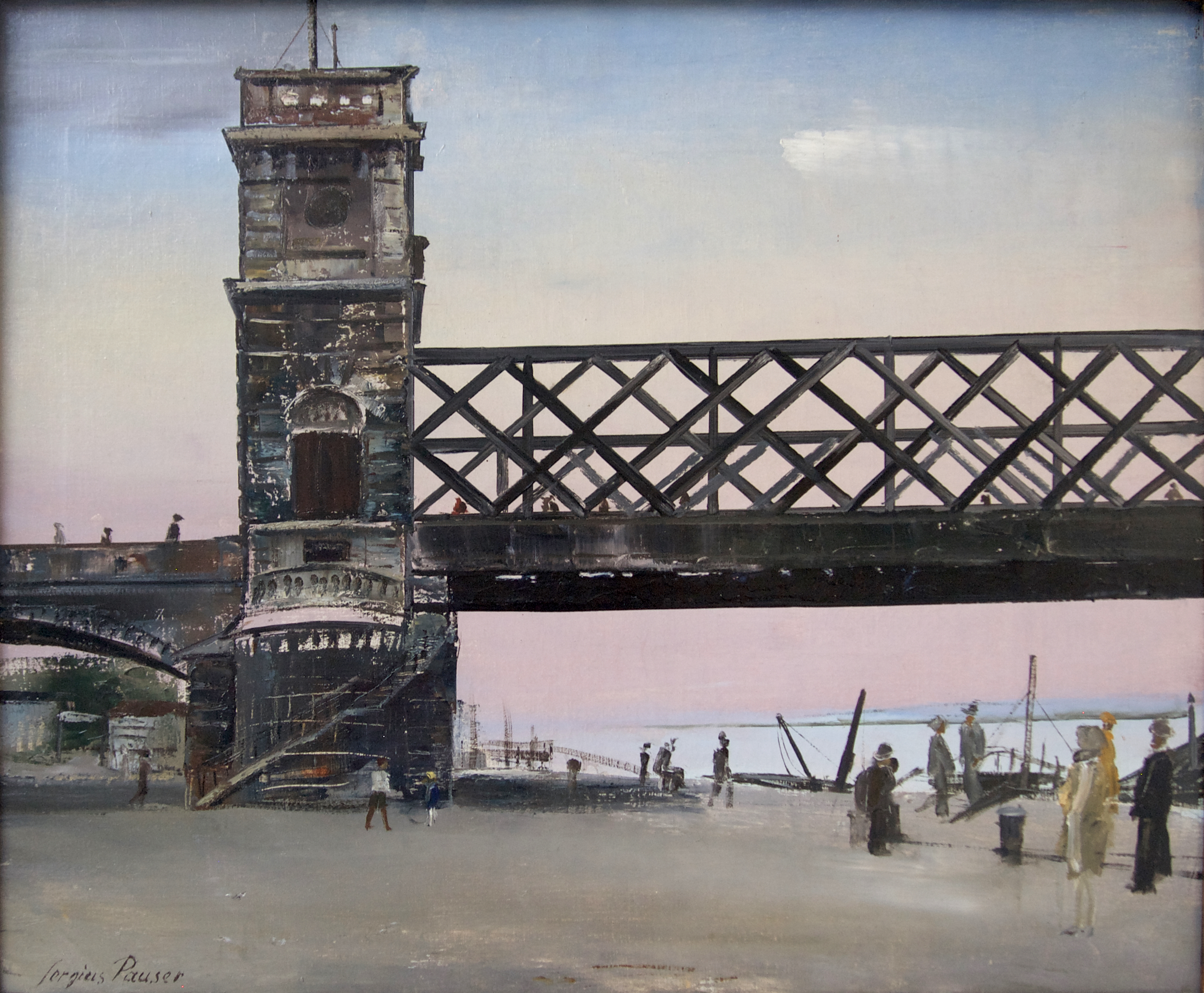
Вид на міст Райхсбрюке зі сходу. Єдина відома картина із зображенням першого мосту. Олія на полотні, художник Сергіус Паузер (1929)

Після самогубства, вчиненого кронпринцем Рудольфом у 1889 році, міст прозвали у народі «Мостом самогубців». У перші роки свого існування він не був особливо популярним переходом через Дунай: промислові і торгові підприємства дуже рідко розміщувалися на іншому березі річки. Окрім цього на той час ще не існувало суттєвих торгових шляхів до Мархфельду, що лежав на півночі: через Старий Дунай, який для цього треба було перетнути, до 1900 року туди вів лише один хиткий дерев’яний міст.
У перші 28 років використання мосту Райхсбрюке прохід по ньому був платним: за транспортний засіб стягувалася плата у 32 крейцери або ж 64 галери, що регулярно критикувала віденська преса. Лише після того, як селища на північ від Старого Дунаю у 1904—1905 рр. були об’єднані у 21-й район, перехід мосту став безкоштовним і популярність його серед населення зросла. З 26 червня 1898 року мостом почав курсувати трамвай; приводом для цього стала 50-та річниця правління імператора Франца-Йосифа. Маршрут пролягав (по мосту Райсхбрюке лише одноколійно) спочатку до стрільбищ по вулиці Арбайтерштрандбадштрасе, але 22 грудня 1898 року був подовжений до площі Каґранерплац.

#### Закриття мосту
Станом на 1910 рік у Відні налічувалося більше 2 млн мешканців. На лівому, північному березі Дунаю з’являлося все більше поселень і малих промислових підприємств, що у свою чергу підвищило значення і навантаженість мосту Райхсбрюке. Ані повна маса, ані ширина проїжджої частини (менше 8 м) не були достатніми для надмірних навантажень. У 1930 році на мості були виявлені пошкодження, які у найближчий час потребували б капітального ремонту мосту. В останні роки існування мосту для його збереження були введені обмеження за вагою. Міський уряд Відня спочатку планував перебудову старого Райхсбрюке,, але у 1933 році за часів уряду Дольфуса було ухвалене спорудження нової конструкції.
Під час будівельних робіт, що тривали три роки, старий міст мав лишатися придатним до використання, – таким чином вже існуючий міст через русло річки завдовжки 340 м та вагою 4900 тон у вересні 1934 року був перенесений на 26 м вниз по течії і там сполучений з берегами. Процес пересування тривав лише шість годин, а припинення руху до повторної придатності його до використання зайняло загалом три дні. Переміщений міст від того часу ще три роки перебував у використанні і одразу після відкриття його наступника був демонтований.

### Другий міст Райхсбрюке (1937—1976)
Другий міст Райхсбрюке мав загальну довжину 1255 м і ширину 26,9 м. Міст над основним руслом річки мав довжину 373 м і максимальну відстань між опорами 241,2 м та вважався третім за розмірами ланцюговим мостом у Європі. Він мав два сталевих пілони заввишки 30 м над проїжджою частиною дороги, що стояли на двох річкових опорах і тримали два сталеві ланцюги із надбудовами. Він містив автомобільну дороги на чотири смуги, дві трамвайні колії та по одній пішохідній доріжці з кожного боку.
Міст був тогочасним символом багатства і Великого Відня. Так, ще наприкінці 1930-х рр. разом із собором Святого Стефана та чортовим колесом Різенрад міст вважався третім символом Відня і виступав у якості міжнародно відомого символу на усіх рекламних проспектах і запрошеннях до Віденського ярмарку 1938 року.

#### Конкурс
Спочатку міністерство торгівлі оголосило про попередній (доконкурентний) конкурс, який хоча і могли виграли архітектори Еміль Гоппе та Отто Шенталь, але результати їх роботи не відповідали уявленням міністерства та міського уряду. Остаточний конкурс на спорудження нового мосту Райхсбрюке був оголошений навесні 1933 року, а його переможці були нагороджені у листопаді. У якості будівельно-мистецького радника журі з восьми осіб виступав архітектор Клеменс Гольцмайстер. Журі обирало із 64 представлених пропозицій, в одній із яких йшлося навіть про підведення тунелю під Дунай. Переміг проєкт ланцюгового мосту, розроблений архітекторами Зігфрідом Тайсом і Гансом Якшем. Цей проєкт передбачав лише дві опори, що стоять у воді. Три чверті повної ширини річки мали бути вільно перетягнуті. Міст приєднувався безпосередньо до мосту для затоплень першого мосту Райхсбрюке над зоною затоплень і дамбою Губертусдамм.

#### Спорудження
Будівельні роботи почалися 26 лютого 1934 року, за два тижні після лютневого повстання. Третину вартості будівництва (24 млн шилінгів) сплатило місто, а дві третини були виділені з федерального бюджету. У будівництві брали участь винятково австрійські фірми. Обидві опори були споруджені у річці кесонним методом, а пролітні балки були сполучені на тимчасовому опорному каркасі з листової сталі за допомогою заклепок.
Старий міст на час будівельних робіт лишався у використанні, адже мав надзвичайно велике значення для транспортного сполучення Відня. Через це опори старого мосту були продовжені, а верхня частина конструкції старого мосту пересунута на 26 м у напрямку течії Дунаю.
Невдовзі почалися перші труднощі. Грунт на ділянці для спорудження, особливо у Дунаї, на якому мав бути закладений фундамент опор мосту та анкерні блоки для ланцюгів, виявися менш здібним для несення навантажень, аніж вважали планувальники. З самого початку передбачалося, що більшу частину мосту через основне русло річки, передусім його середньої частини, що лежить між двома опорами, мали нести два ланцюги, що простягалися б по обох боках над двома пілонами і мали б бути закріплені прямо у річці на важких, закріплених на місці анкерних блоках. Втім, існували побоювання, що ця опорна частина на слабкому дні Дунаю через велику тягову силу у 78,5 Н (8000 т) на кожен ланцюг буде ковзати і ланцюги не зможуть бути достатньо заанкеровані на дні річки.
Професор П. Філлунгер із Віденського технічного університету став одним із найбільших відкритих критиків будівництва мосту. Він дотримувався думки, що не лише основа анкерних блоків, а й самі опори у дунайському дні були ненадійними, адже міст не мав би необхідної стійкості. Протилежну думку висловлював його колега, професор і механік ґрунтів Карл фон Терцагі. На його думку, структура дна Дунаю підходила для основи опор. Конструкція мосту була перепланована за пропозицією фон Терцагі: ланцюги були закріплені не в анкерних блоках на дні Дунаю, а заанкеровані безпосередньо на обох головних тримачах сталевої опорної конструкції, тобто на самому мості, і таким чином, міст був т.зв. «несправжнім підвісним мостом» (висячим мостом з вантами). Це рішення вимагало значного посилення балок жорсткості, спричинило додаткові витрати та подовжило будівництво мосту на один рік.
У ході робіт також були розширені мости над заливними лугами.
У червні 1936 року в одну з опор мосту врізався пасажирський пароплав "Wien" Першого Дунайського пароплавства, який після того розламався і одразу затонув. Внаслідок інциденту загинуло шестеро осіб.
Остання замикаюча ланка двох ланцюгів, що складалися із 49 пакетів заліза як ланок, була встановлена 16 листопада 1936 року. Після цього почалося затоплення несучого каркасу для натягнення ланцюгів. Встановлення бетонної плити проїжджої частини на пролітній споруді мосту, а також монтаж пішохідних доріжок проводилися навесні 1937 року, а влітку залізні частини мосту було пофарбовано у темно-зелений колір.
З 1 по 3 жовтня 1937 року відбулися випробування конструкції мосту на міцність, у ході яких було розтягнуто ланцюги та дещо повернуто пілони. Разом із цим у якості ще одного випробування мостом проїхали 84 вантажівки і 28 трамвайних вагонів, завантажених камінням, які після цього лишилися стояти на мості на кілька годин. Усі вимірювання пройшли задовільно, тому 4 жовтня по мосту змогла проїхати перша трамвайна гарнітура маршруту номер 16. За день потому міст було неофіційно відкрито для дорожнього руху, але для автомобілів він лишався закритим до свого офіційного відкриття.

#### Відкриття мосту
Такий проєкт, як спорудження мосту Райхсбрюке, що вимагав багато трудових і матеріальних ресурсів, був на руку австрофашистському режиму: наприкінці 1933 року рівень безробіття становив 38,5%. Таким чином, ці будівельні роботи можна вважати і проєктом з працевлаштування так само, як і спорудження високогірної дороги Гросґлокнер.
10 жовтня 1937 року міст Райхсбрюке був відкритий офіційно. Федеративний уряд влаштував урочисту церемонію за участі тодішнього президента Вільгельма Мікласа, федерального канцлера Курта Шушніга, кардинала Теодора Інніцера, віце-бургоміста Відня Фріца Лара та міністра торгівлі Вільгельма Таухера, який назвав новий міст «символом творчої життєвої сили нової Австрії». Окрім них також були присутні архітектори, відповідальні за будівництво особи та конструктори, а також делегація заводу „Neues Leben“ Вітчизняного фронту, робітники фірм, що брали участь у будівельних роботах, а також 10 тисяч школярів, у той час, як на березі річки зібралися солдати Бундесхееру.
Захід транслювався наживо по радіо і його широко освітлювали газети. На честь цієї події було випущено численні поштові листівки і конверти, застосовувався спеціальний поштовий штемпель і навіть було створено пісню „Reichsbrückenlied“ («Пісня про Райхсбрюке»).

#### Міст під час Другої світової війни
Під час Другої світової війни німецький Вермахт встановив у Дунаї дві підтримуючі опори із залізобетону під мостом, щоб споруда у випадку потрапляння снаряду не впала у воду повністю, а мала можливість бути відновленою. Окрім цього на обидвох пілонах були встановлені платформи для зенітних гармат.

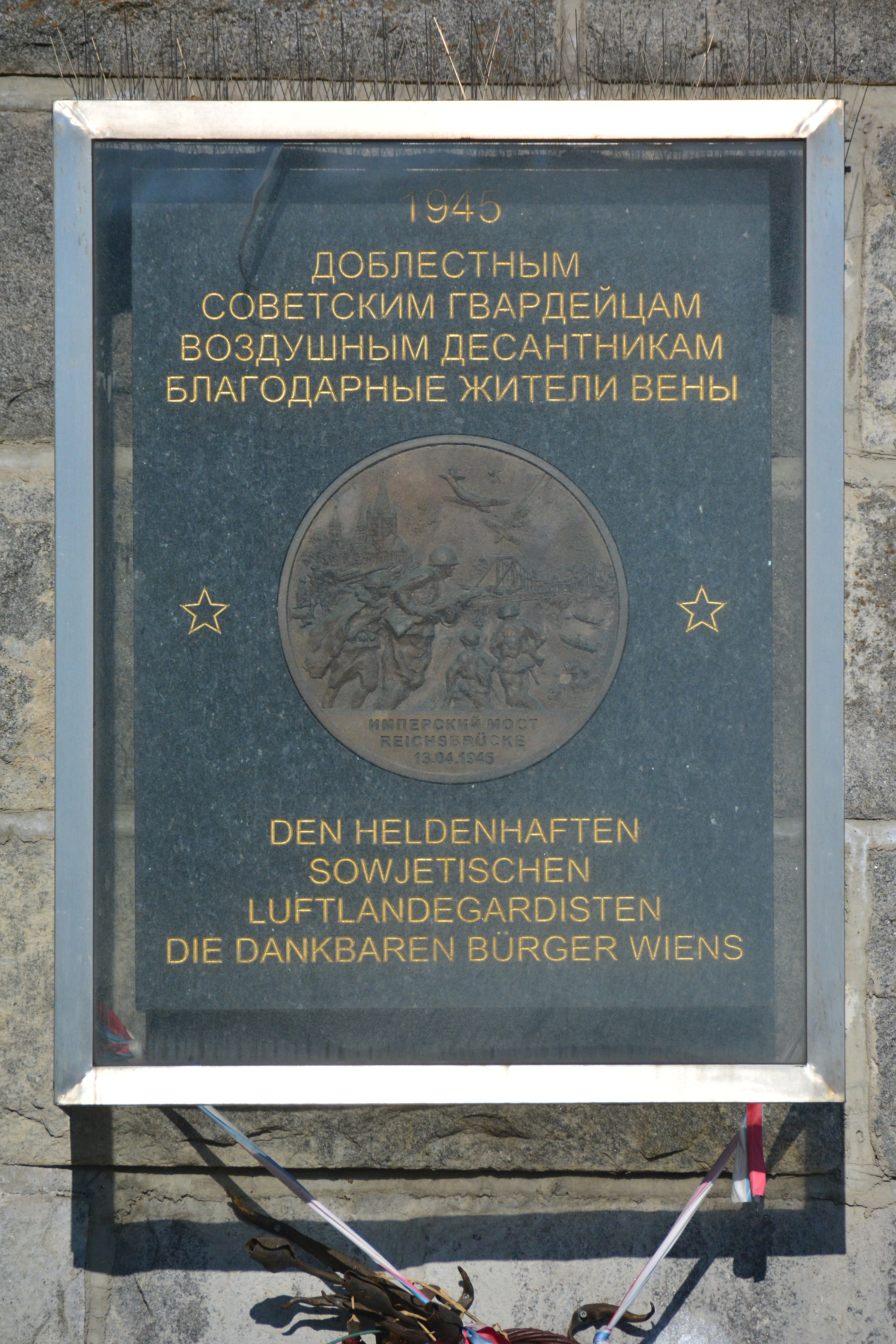
Меморіальна дошка на честь гвардійців-повітряних десантників,..

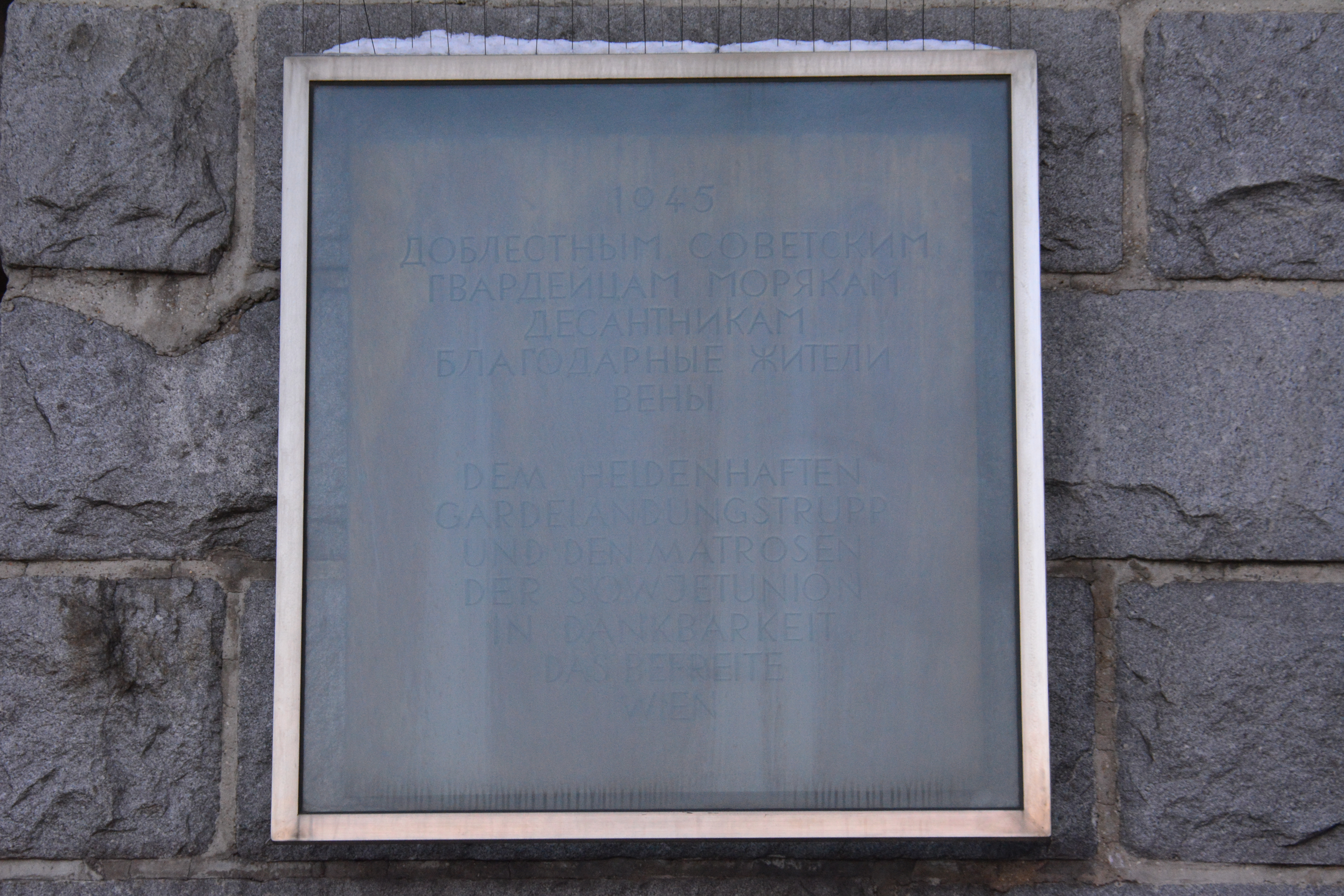
... гвардійців, моряків і десантників Червоної Армії

На початку квітня 1945 року, в останні дні війни, до центру міста з півдня та заходу підходили радянські війська. Частини СС, що відступали, під час свого відходу на північ підірвали майже всі віденські мости через Дунай.
«Захисники» Відня із ставки Гітлера 8 квітня 1945 року видали дозвіл на підрив мостів Нордвестбанбрюке (нім. Nordwestbahnbrücke), Флоридсдорфербрюке (нім. Floridsdorfer Brücke) та Північного залізничного мосту (нім. Nordbahnbrücke); міст Штадлауер-Остбанбрюке (нім. Stadlauer Ostbahnbrücke) був підірваний без чітко вираженого дозволу. У випадку Райхсбрюке Гітлер спочатку до 11 квітня 1945 року виключав його підрив, і дозволив це лише вдень 13 квітня, у момент, коли південний вузол мосту вже був зайнятий Червоною армією, північний вузол лежав без прикриття у їхній зоні вогню, а німецькі війська, що відступили на лівий берег Дунаю, пішли на північний захід, щоб не контактувати із радянським військами. Таким чином можливостей підірвати міст не лишилося і ввечері 13 квітня Червона армія зайняла і північний вузол мосту.
11 квітня, під час кульмінації битви за Відень, радянські війська за допомогою бронекатерів по Дунаю вже дісталися Райхсбрюке (який мав у них офіційну назву «Об’єкт 56») і задимили територію. Вони висадилися на правому березі річки, приблизно за 500 м на північний захід від мосту, і повільно просувалися до нього.
Ще довгий час потому було неясно, чому саме Райхсбрюке не був підірваний. Червона армія, австрійський рух спротиву О5 а також представники Вермахту пізніше стверджували, що саме вони запобігли цьому. За однією з версій, вже у битві 11 квітня деякі солдати Червоної армії мали дістатися кінця мосту, де вони вивели з ладу вибуховий механізм. Згідно із іншою версією, радянські солдати на чолі з місцевим працівником каналізаційної мережі дісталися мосту за допомогою системи каналізації, щоб запобігти підриву. Ясність було внесено у 2012 році за допомогою обробки історичних джерел із висновком, що сам Гітлер до останнього моменту запобігав підриву мосту.
Таким чином міст Райхсбрюке став останнім непошкодженим шляхом перетину Дунаю між Лінцом та державним кордоном країни. Через це він став символом стійкості та спротиву Австрії.
У річницю звільнення Відня 11 квітня 1946 року міський уряд переназвав міст Райхсбрюке на честь визволителів на «Міст Червоної Армії» („Brücke der Roten Armee“). Також з цього приводу зліва від в’їзду на міст у 2-му районі (Леопольдштадт) був встановлений обеліск (червонуватий легкий бетон на дерев’яній конструкції) з радянською зіркою на вершині та текстом німецькою та російською мовами (див. фото).
У 1955 році обеліск було демонтовано і надпис тепер містився на бронзовій табличці, встановленій безпосередньо на мості. 18 липня 1956 року міст знову отримав свою стару назву – Райхсбрюке.

#### Міст у післявоєнний час

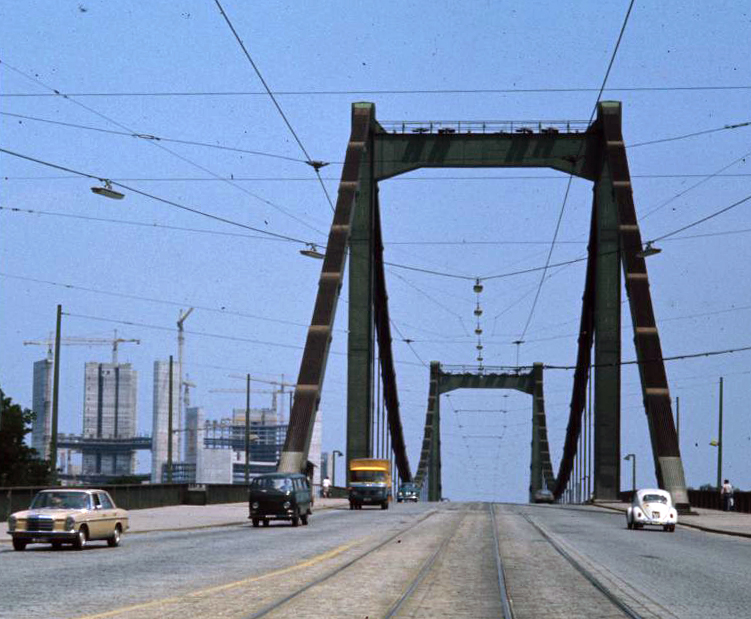
Другий міст Райхсбрюке у 1975 році, вигляд з 2-го району. Зліва розташований будівельний майданчик Vienna International Centre.

До відбудови мосту Флоридсбрюке у 1946 році Райхсбрюке лишався єдиним способом дістатися Відня по землі з північного сходу. Хоча він і не був підірваний, але зазнав численних пошкоджень, передусім від потраплянь гранат. У 1946 році відбувся перший ремонт пошкоджень часів війни на мості, а з травня 1947 року роботи почали вестися у більшому об’ємі. При цьому було відновлено п’ять підвісних штанг та відремонтовано арку мосту для затоплень. На семи ланках ланцюгів мали бути замінені загалом 26 пластин. Для цього застосовувалися допоміжні опори на буксирних баржах, посажених у річковий ґрунт. Роботи були закінчені у 1952 році. Початково на мості було викладено дерев’яну бруківку, яка у 1958–1960 рр. була замінена на гранітну, через що зросло навантаження на опори мосту. Надзвичайно зрослий рівень руху приватного транспорту все частіше створював перешкоди для трамвайного руху на мості; через що трамвайні колії у 1960-тих рр. за допомогою огороджень стали закритими для автотранспорту. Це у свою чергу призвело до утворення автомобільних заторів.

#### Інспекція мосту і заплановане введення в експлуатацію
Восени 1975 року як наслідок будівельної інспекції почалася підготовка до масштабної реставрації мосту. Було заплановано оновлення загальної надбудови з проїжджою частиною за допомогою безшумного асфальтового покриття, оновлення обох пішохідних тротуарів та повне захищення сталевих конструкцій від корозії. 30 липня 1976 року, за два дні до обвалення мосту, інспектори іще з’ясовували останні деталі перед введенням мосту в експлуатацію, але проєкт був перерваний через вищезгаданий обвал.

## Обвал мосту у 1976 році

### Історія

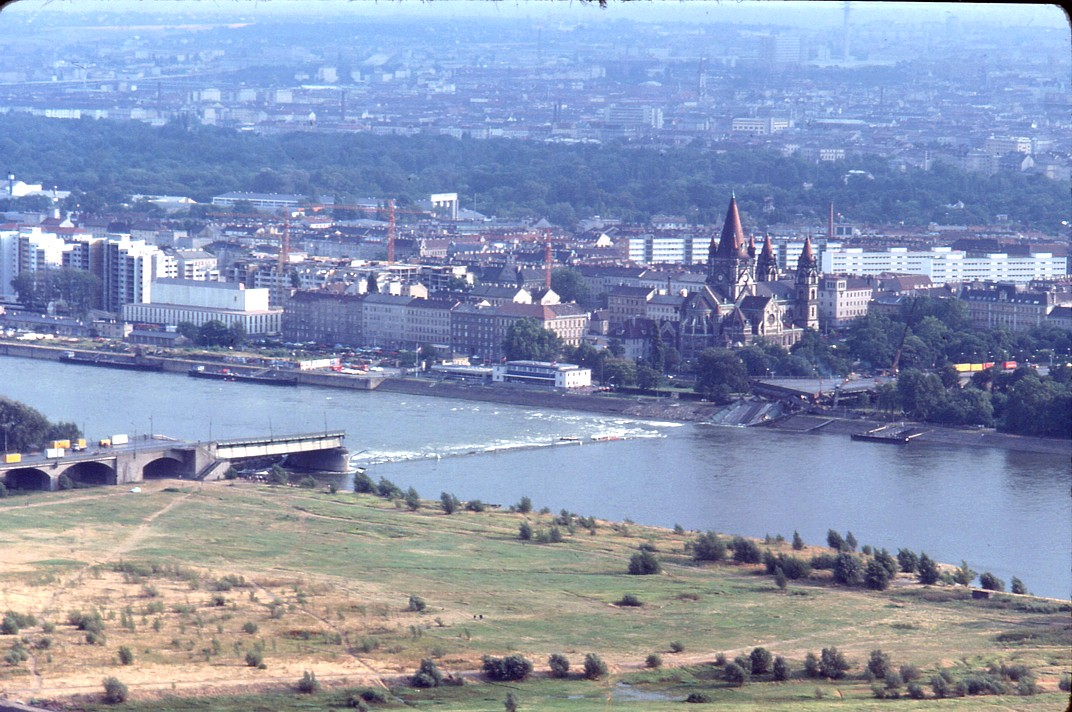
Вид на обвалений міст з Дунайської вежі

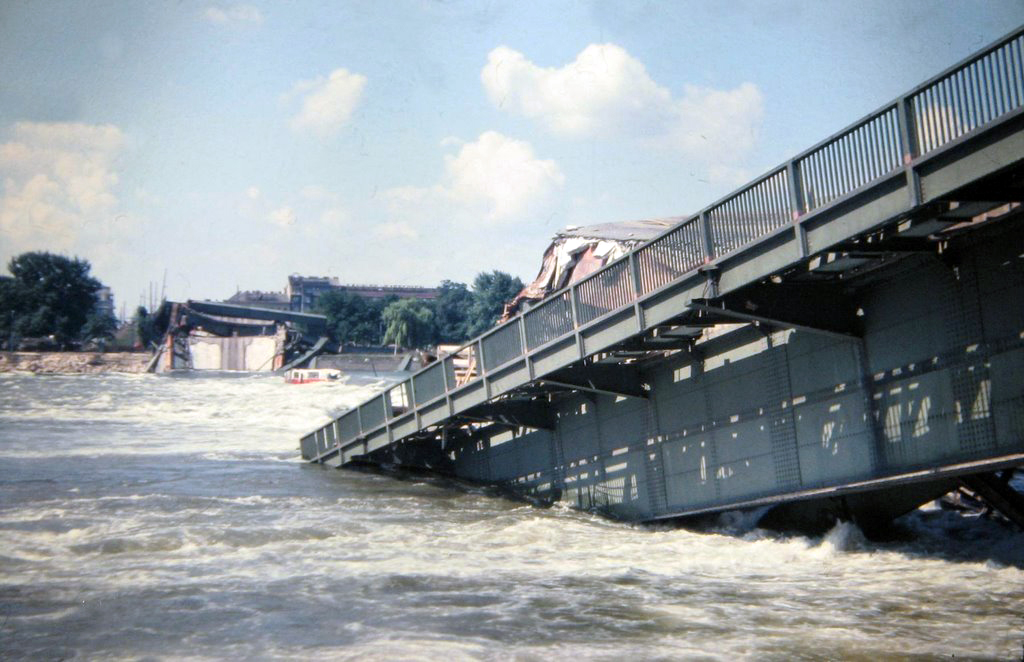
Руїни мосту на північному, лівому березі Дунаю, серпень 1976 року

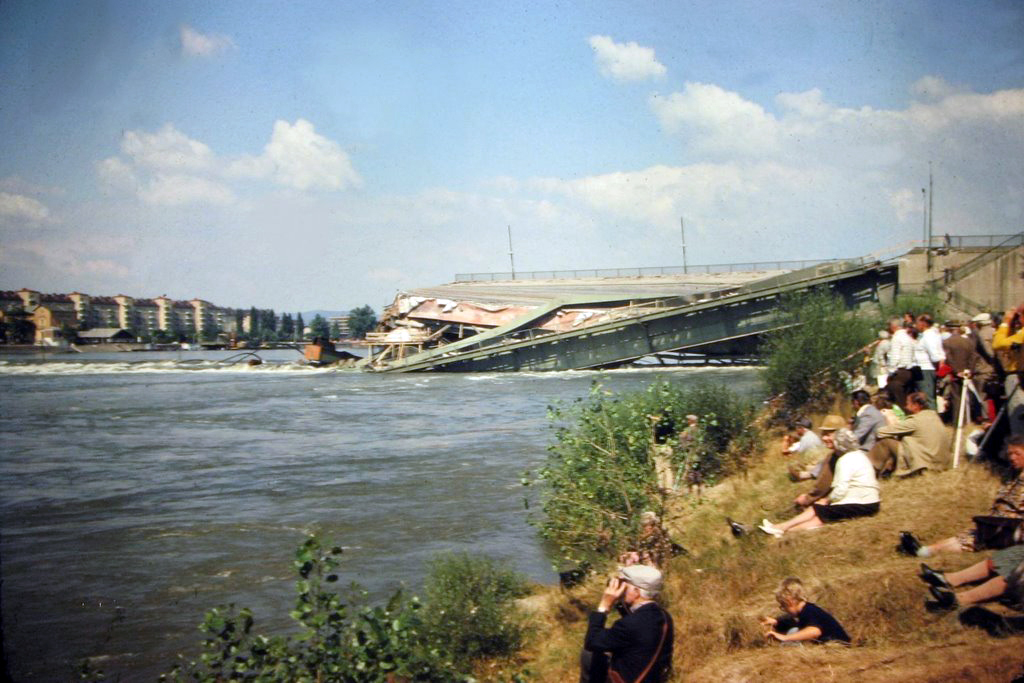
Жителі Відня споглядають уламки мосту, серпень 1976 року

У неділю 1 серпня 1976 року у період між 4:53 і 4:55 годинами ранку міст Райхсбрюке майже по всій своїй довжині над основним руслом Дунаю обвалився у воду. Перше радіоповідомлення про це пролунало о 5:00. За свідченнями одного з очевидців, увесь міст раптово піднявся на півметра і з гучним тріском просів по всій довжині.
На мості Кайбрюке та мості для затоплень у декількох місцях розламалася несуча балка разом із проїжджою частиною, але попри це обидва мости лишилися на місці. Сам міст через основне русло річки розламався на три частини, причому середня частина повністю впала у воду, а дві крайні звисали вниз. Пілон з південної частини впав у напрямку течії та при цьому сильно пошкодив кормову частину пасажирського судна, а пілон з північного боку впав в іншу сторону на зону затоплення.
На момент обвалення на мості перебували п’ятеро осіб у чотирьох транспортних засобах; внаслідок інциденту загинула одна особа – водій невеликого автобуса. Він був затиснутий у своєму автобусі і помер на наступний день після обвалення мосту, таким чином ставши єдиною його жертвою. Водієві ще одного автобуса, що впав у Дунай і лишився стояти у воді, вдалося вибратися з кабіни.
Протягом однієї години на місці катастрофи була чверть усіх наявних у Відні пожежних машин; також на місце прибули представники поліції, швидкої медичної допомоги та збройних сил. Водопроводи на мості, що забезпечували південь міста питною водою, затопили вулицю Гандельскай. Також існувала загроза вибуху через зруйновані газові труби, що проходили мостом, але вже 2 серпня газо- і водопостачання було відновлене. У 1976 році Райхсбрюке був не лише однією із найнавантаженіших магістралей Відня – він перетинав один з найважливіших судохідних шляхів Центральної Європи, тому внаслідок обвалу мосту постраждало не лише дорожнє, а й судохідне сполучення.
Обвалення мосту викликало чималий резонанс у політиці та медіа, а також стало визначною подією для містян — вже 1 серпня тисячі людей зібралися біля місця обвалу, щоб подивитися на руїни мосту, що лежали у воді, і на яких досі стояв автобус, що впав разом із ним.
Загалом на різних етапах розбору руїн мосту брали участь 180 робітників. Роботи тривали до січня 1977 року; судноплавство на час будівельних робіт було перенаправлено через Донауканал. 

### Причини обвалу

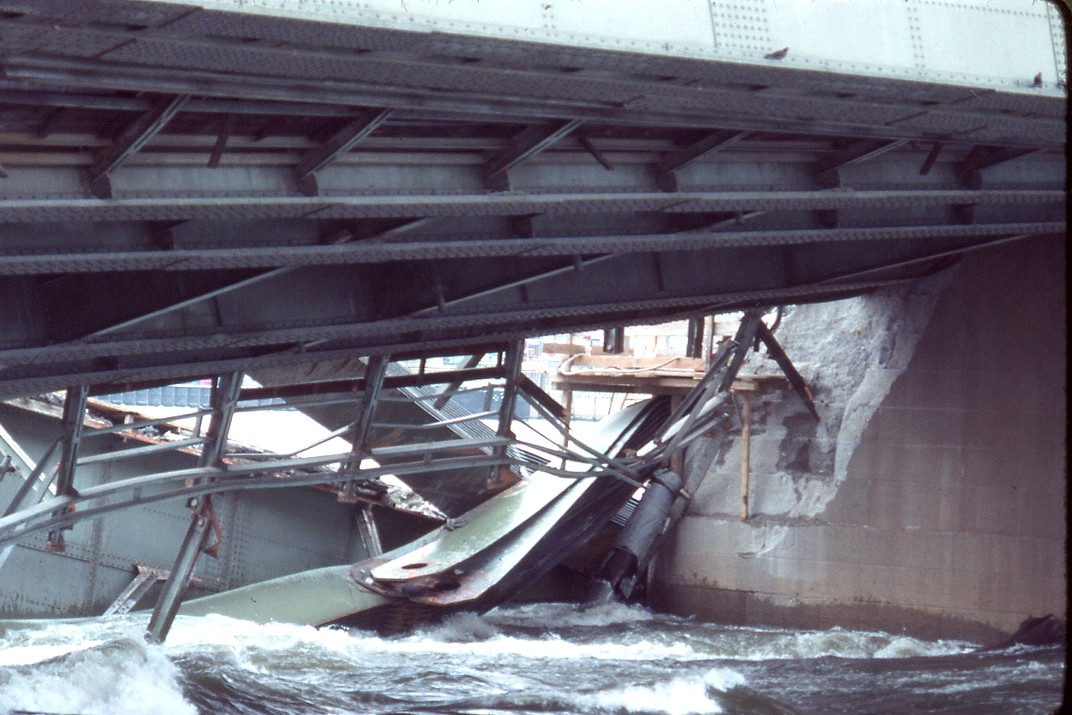
Зламана опора мосту – одна з причин аварії

Вже невдовзі після обвалення міський уряд Відня заявив, що зовнішній вплив у цьому випадку є дуже маловірогідним. Водночас із тим він оголосив, що у рік обвалу міст був проінспектований 7 разів, при чому не було виявлено жодних його суттєвих недоліків або дефектів.
Терміново скликана експертна комісія, до якої увійшли професори технічних університетів Відня і Граца, 9 серпня представила свій перший проміжковий звіт, у якому було чітко обмежено причини обвалу мосту: на думку розслідувальної комісії чітко відсіювалися можливості підриву, землетрусу, загальної нестабільності, розриву ланцюгів або підвісок, відриву анкерувань та корозія несучої частини мосту. Згідно зі звітом про розслідування, спочатку розламався північно-східний пілон через зрушення опори фактично під опорною частиною пролітної споруди мосту; другий пілон тоді потягнувся за ним.
Через півроку комісія презентувала фінальний звіт обсягом у 400 сторінок, який здебільшого уточнював звіт проміжковий. Ключове висловлювання звіту полягало в тому, що обвал не можна було передбачити, адже до цього була причетна низка факторів і технічних засобів станом на середину 1976 року не було достатньо, аби взяти до уваги їх усі. Головними факторами були визнані наступні: балочна клітка опорної поверхні, яка переносила загальну вагу мосту на опори, лежала на бетонному фундаменті без армування. При спорудженні мосту ця балочна решітка насправді була вкрита низькоякісним бетоном, що містив пісок та гравій. Втім, цей бетон не мав важливих функцій – його завданням було лише захистити балочну клітку від корозії та додатково підтримати інші балки. Через недоброякісність цього заповнювального бетону у основи опор мосту могла потрапити вода, що призвело до „прогресуючого руйнування» (повзучість та усадка) у бетонному фундаменті. Комісія вважала ймовірним і той факт, що через це ще раніше у бетонних частинах опор утворилися тріщини – тому що опори були оточені масивними гранітними блоками, при більш ранніх інспекціях це не могло бути встановлене.

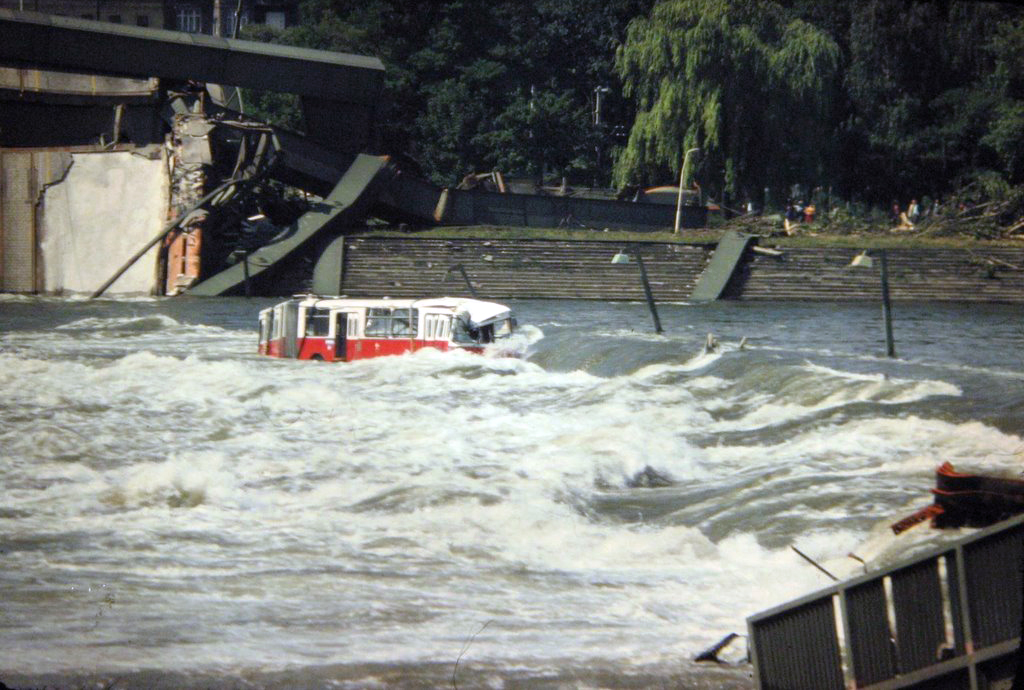
Автобус, що впав разом із мостом

Окрім цього, комісія визнала й інші фактори, що негативно вплинули на ситуацію та призвели до обвалу мосту, найважливішими з яких були:
- Опори мосту були споруджені нестандартно, через що контактні точки опор були вкрай малими;
- Нерухомі опорні частини  були розміщені на сторонах опор з напрямку течії – це виявилося небажаним, адже головний напрям вітру проходить з північного заходу на південний схід;
- Спочатку Райхсбрюке проєктувався як чисто підвісний міст. Через те, що слабке дно Дунаю виключило можливість анкерування ланцюгів, плани проєкту змінилися, що у свою чергу змінило статику споруди у гіршу сторону.

### Допоміжні мости

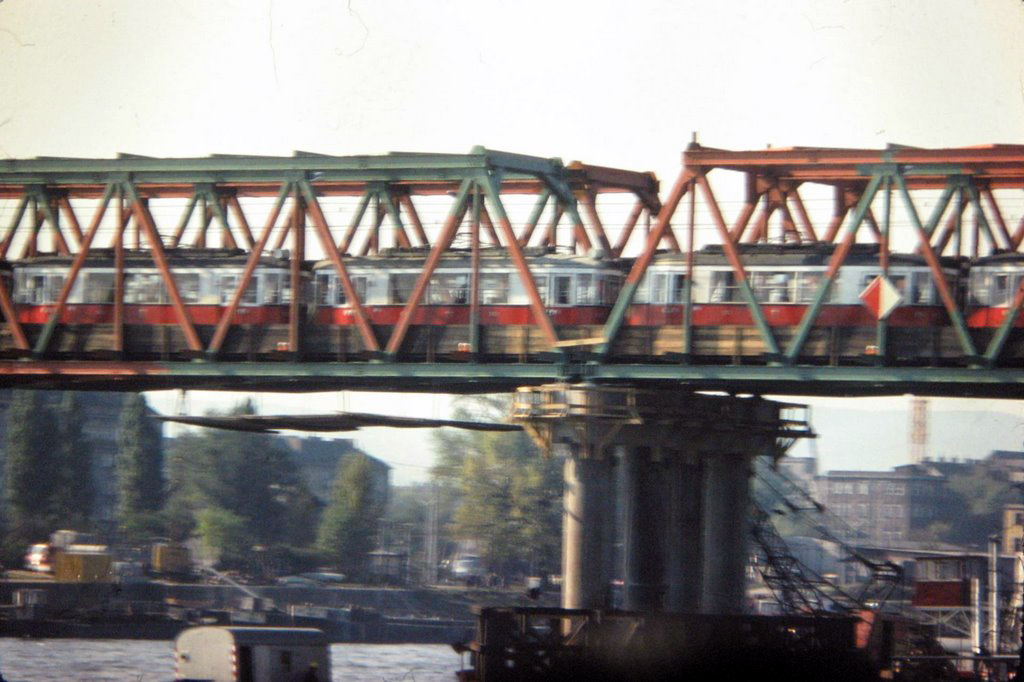
Допоміжний трамвайний міст через Дунай під час випробувань навантаження

Вже 1 серпня міський уряд Відня постановив спорудити два допоміжні мости через Дунай – один для трамваїв, а інший для індивідуального транспортного сполучення. План був готовий 4 серпня, і 17 серпня службовці збройних сил країни разом із містобудівними компаніями почали їх спорудження. Одноколійний трамвайний міст був готовий за п’ять тижнів, через кілька тижнів було прокладено і другу колію. Спорудження мосту для особистого транспортного сполучення тривало до грудня; транспортні шляхи допоміжних мостів були приєднані на лівому, північному березі Дунаю до непошкодженого мосту для затоплень.
Після демонтажу допоміжні мости використовувалися ще у декількох проєктах.

## Третій міст Райхсбрюке

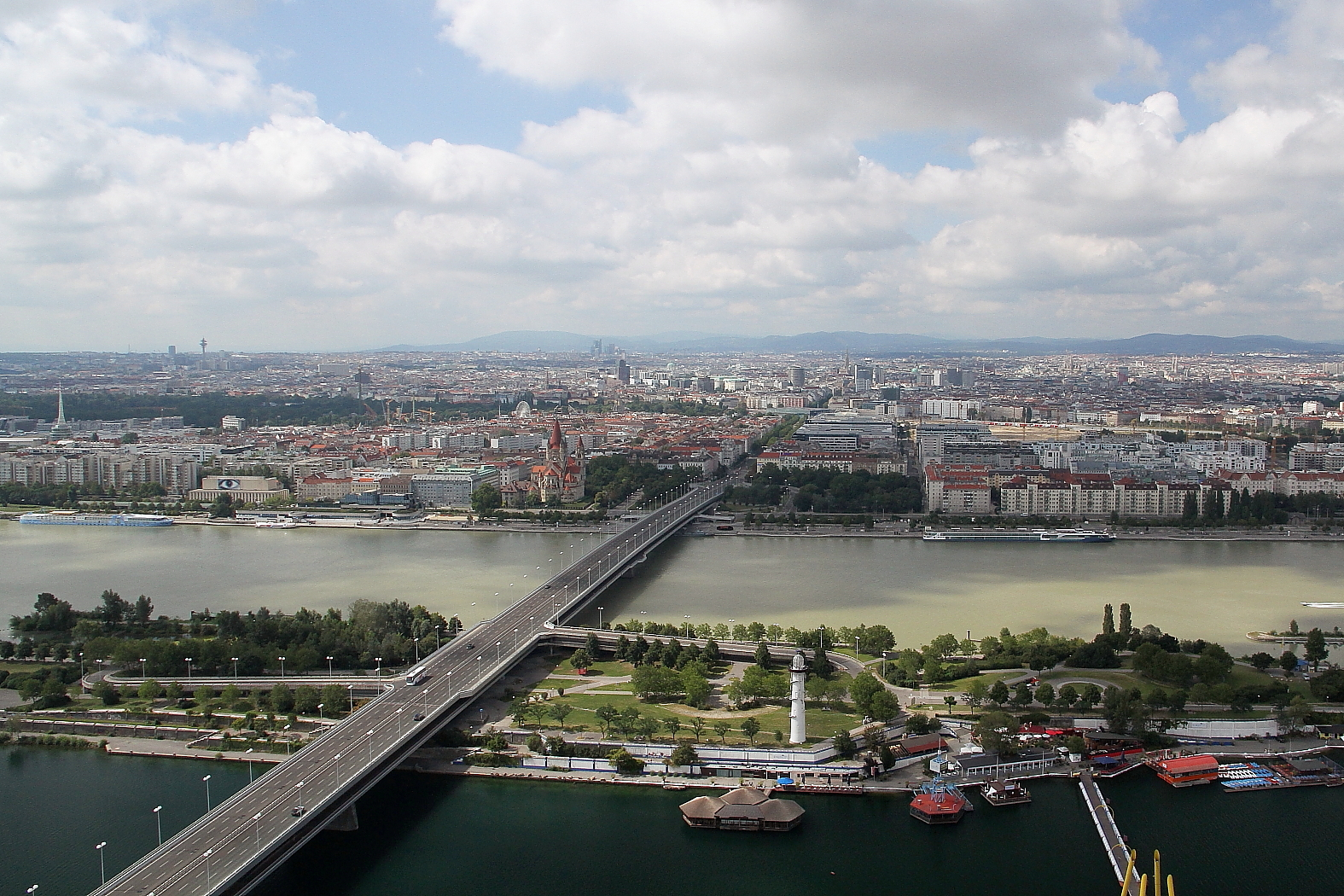
Третій міст Райхсбрюке з північного, лівого берега Дунаю

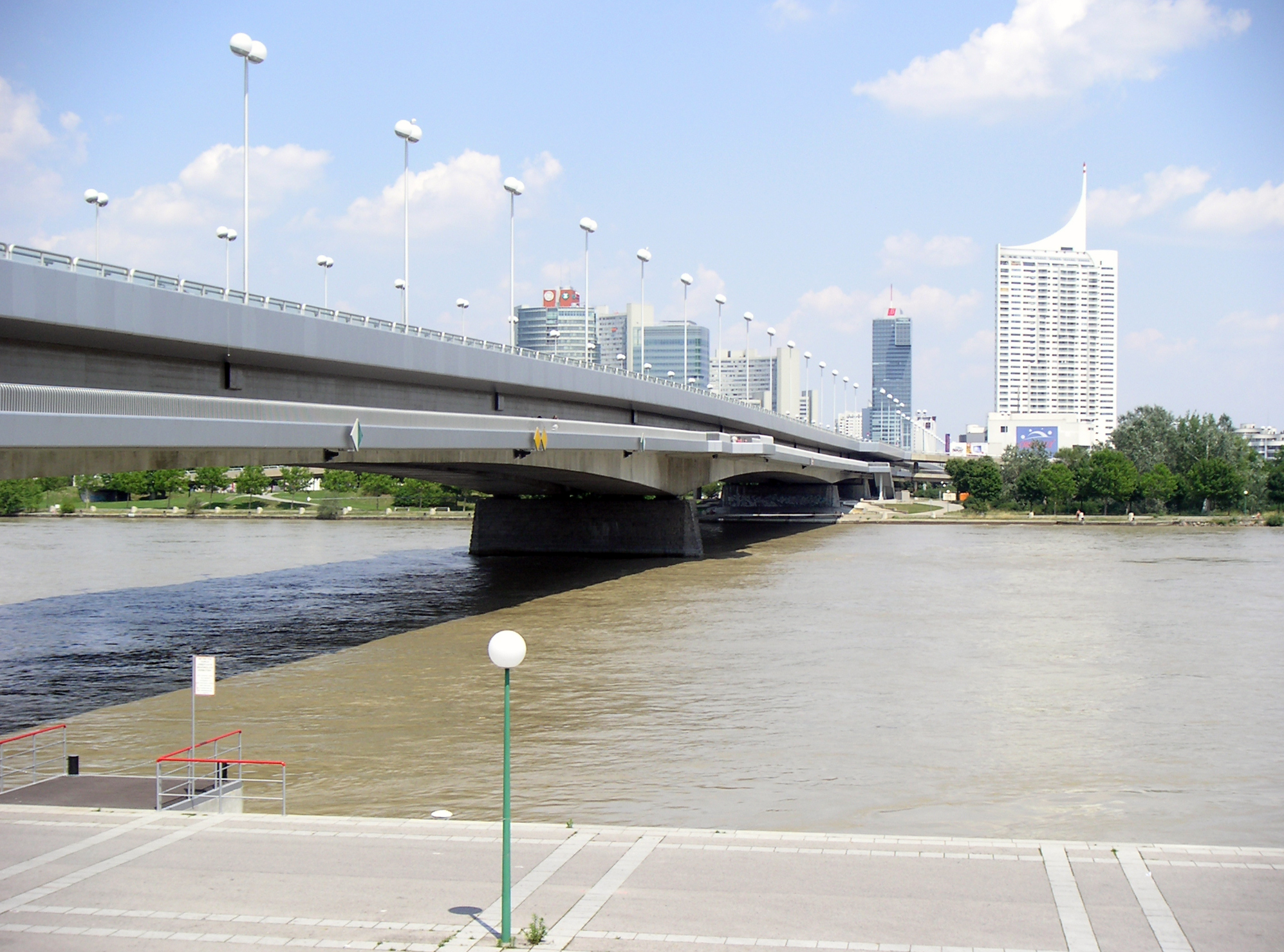
Центральна частина мосту, що пролягає через Дунай

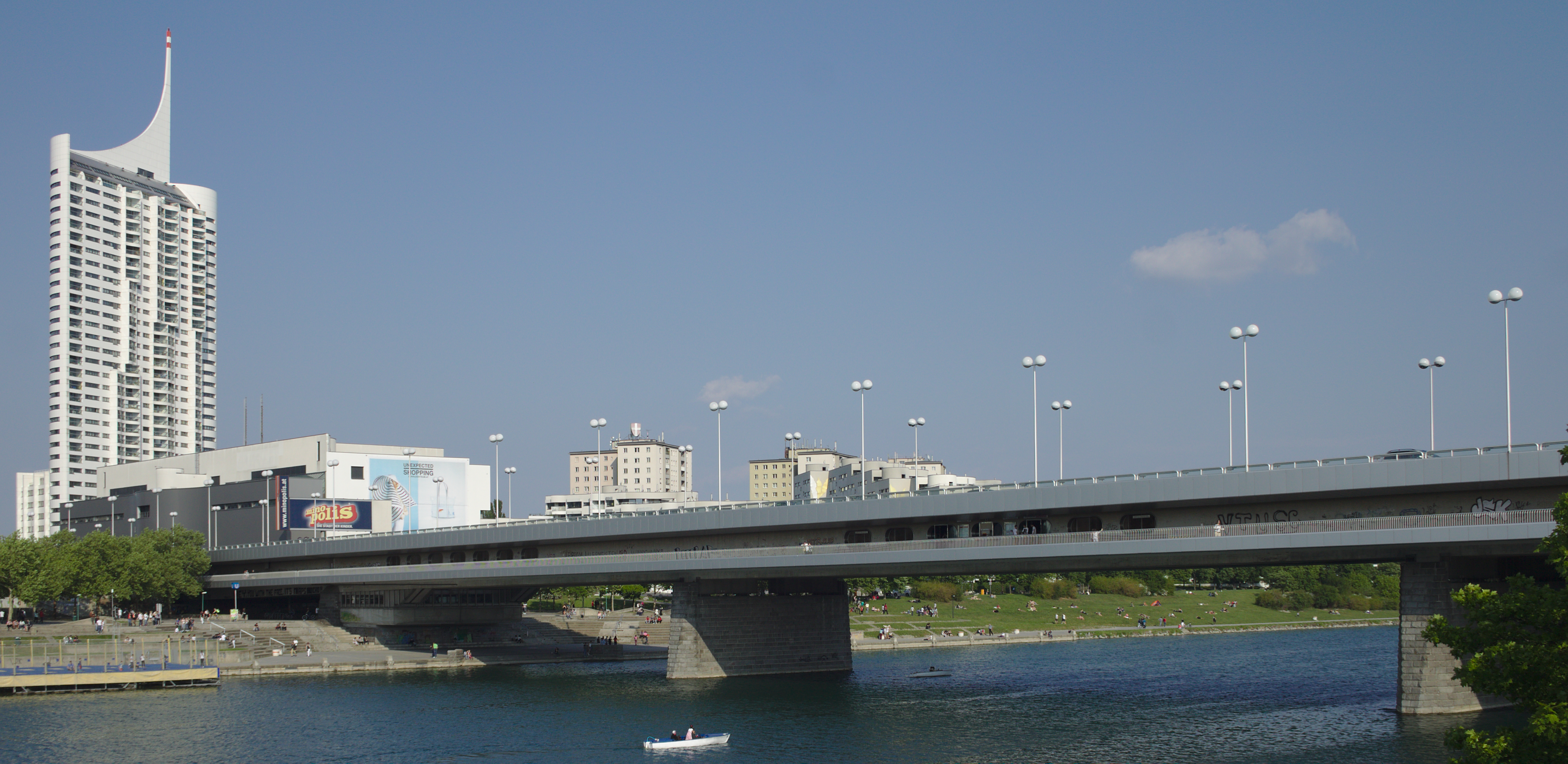
Віддаленіша центральна частина мосту через Новий Дунай

Третій міст Райхсбрюке був відкритий 8 листопада 1980 року. Тепер це двоповерховий міст із попередньо напруженого залізобетону, що складається із трьох частин: основної частини, що проходить через основне русло Дунаю та острів Донауінзель, мосту через Новий Дунай та мосту, паралельного до дамби Губертусдамм. На верхньому поверсі розміщено шість смуг для вуличного руху. На нижньому поверсі мосту проходить лінія U1 Віденського метрополітену зі станцією «Донауінзель». По обидвох сторонах нижнього поверху прокладено криті велосипедні та пішохідні доріжки. Як і у випадку попереднього мосту, по третьому Райхсбрюке також проходять трубопроводи для газу, води і дальнього теплозабезпечення та кабельні шляхи для струму високої напруги і телефону. Наразі міст вже кілька разів був капітально ремонтований.
Загальна довжина мосту складає 865 м, із яких 528 м припадає на пролітну споруду через Дунай та Донауінзель, 213 м – на споруду через Новий Дунай, а 124 м – на споруду над автобаном, що проходить по берегу річки.

### Конкурс
Через три дні після обвалу Райхсбрюке тодішній головний архітектор Відня Антон Зеда зібрав спеціальну комісію із 23 осіб. Міський уряд доручив цій робочій групі провести попередні роботи із планування нового мосту.
Перед катастрофою було заплановано спорудити поруч із Райхсбрюке прямий шлях перетину Дунаю для лінії метрополітену U1, яка мала бути подовжена до Каґрану. Через необхідну новобудову цей план втратив свою актуальність, але цього разу було вирішено, що новий міст має забезпечити можливість перетину Дунаю і для метро. Через це транспортні колії на мості також стали непотрібні. Окрім цього, висота нової пролітної споруди при оголошенні конкурсу була заявлена достатньою для того, щоб збудувати в межах міста електростанцію на Дунаї (це була ГЕС Фройденау, збудована у 1998 році).
У грудні 1976 року почався міжнародний конкурс на спорудження нового мосту Райхсбрюке. Наприкінці терміну подачі заявок, 2 травня 1977 року, 19 планувальних груп подали 31 проєкт. 13 червня журі оголосило про обрання п’яти проєктів, планувальники яких були запрошені на спільну дискусію про переваги та недоліки цих п’яти заявок. 17 червня журі оголосило своє рішення: із результатом 8 проти 5 голосів у прямому голосуванні виграв проєкт під назвою «Йоганн Нестрой», названий на честь австрійського драматурга і актора ХІХ століття. Цей проєкт, у який було закладено 564 млн шилінгів, був найдешевшим із тих п’яти, що були відібрані журі до того.

### Конструкція
Проєктом був передбачений міст, що мав виглядати як цілісна споруда, хоча через насипку острова Донауінзель він тепер перетинав дві різні річки.
Проєкт планувальної групи зазнав деяких змін у деталях. Суттєва конструкція лишилася незмінною: Райхсбрюке мав лишитися двоповерховим балковим мостом із попередньо напруженого залізобетону. Довжина найбільшої частини над Дунаєм становила 169 м, над Новим Дунаєм – 76 м. Максимальна ширина проїжджої частини становила 26,10 м. У поперечнику споруда по всій своїй довжині складається із пролітної споруди із двома коробчатими конструкціями, у кожній з яких міститься перегон лінії метрополітену. Бокові, криті пішохідні зони на нижньому поверсі розміщені на виступаючих плитах коробчатих конструкцій. Максимальна висота основної конструкції над Дунаєм складає 8,8 м над річковою опорою, мінімальної – 5,5 м.
Сучасні вуличні ліхтарі кулеподібної форми по боках мосту мали зробити міст схожим на бульвар. Пізніше вони були нагороджені Австрійською державною премією в галузі дизайну.

### Спорудження

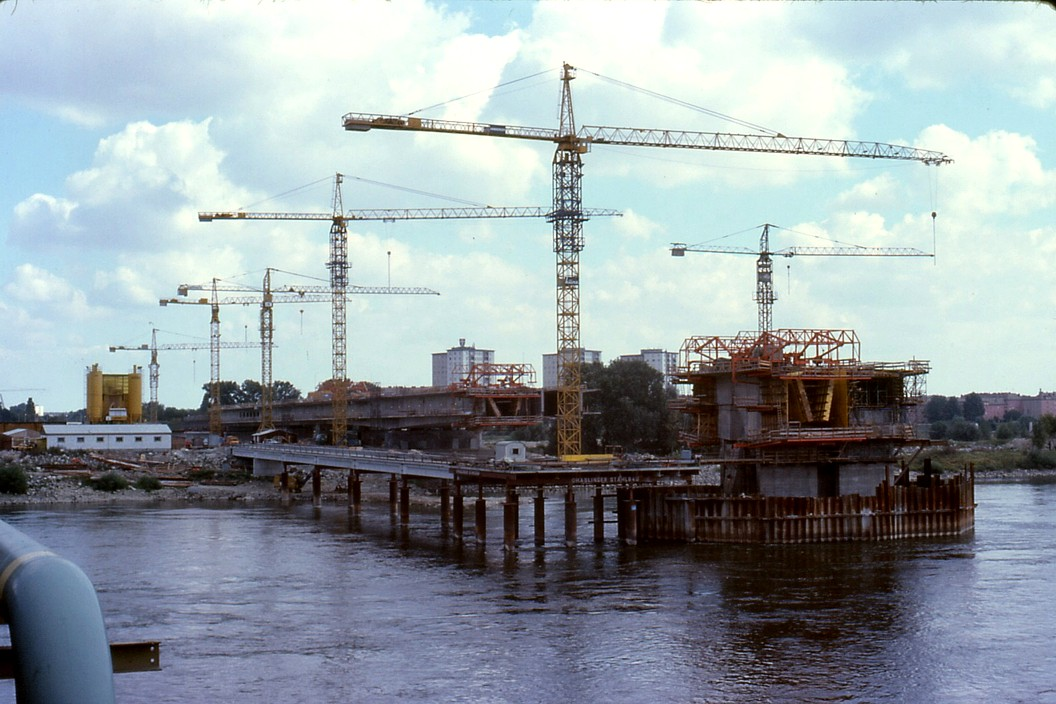
Вересень 1979 року, будівельні роботи на лівому березі Дунаю

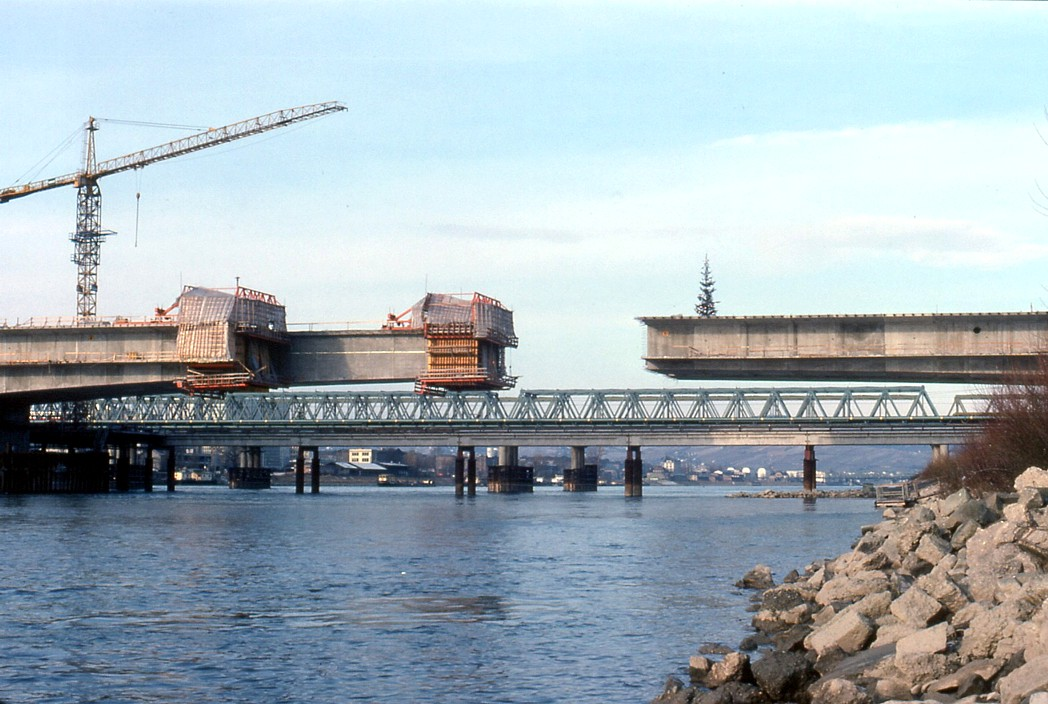
Грудень 1979 року. За мостом, який ще споруджується, вгору за течією можна побачити обидва допоміжні мости

Будівництво мосту почалося у січні 1978 року. Церемонія закладення першого каменю була запланована спочатку на листопад 1977 року, проте була перенесена через суперечки між федеральним керівництвом та міським урядом щодо розподілення коштів на будівництво. У будівельних роботах брали участь п’ять фірм.
Новий міст Райхсбрюке був споруджений на осі мосту, що обвалився. Для фундаменту нового мосту були використані берегові опори та старі опори старого мосту на правому березі, які пройшли суттєвий ремонт. Конструкція мосту відбувалася у навісній збірці, тобто міст споруджувався по частинах із трьох берегів (північний, південний та вже насипаний на той час острів Донауінзель) у напрямку до середини річки, а кінці мосту при цьому вільно звисали в повітрі.
У жовтні 1979 року будівельники також наштовхнулися на опору старого Мосту кронпринца Рудольфа – або ж першого мосту Райхсбрюке. Через природні зміни вона піднялася із ложа річки та спричинила у ньому мілину.
В іншому будівництво йшло за планом: об’єднання трьох споруджений навісною збіркою частин відбулося 6 травня 1980 року. Вранці після сьомої години ранку за участі тодішнього бургомістра Леопольда Гратца був символічно закладений замковий камінь мосту. Роботи, втім, тривали до листопада 1980 року.

### Відкриття

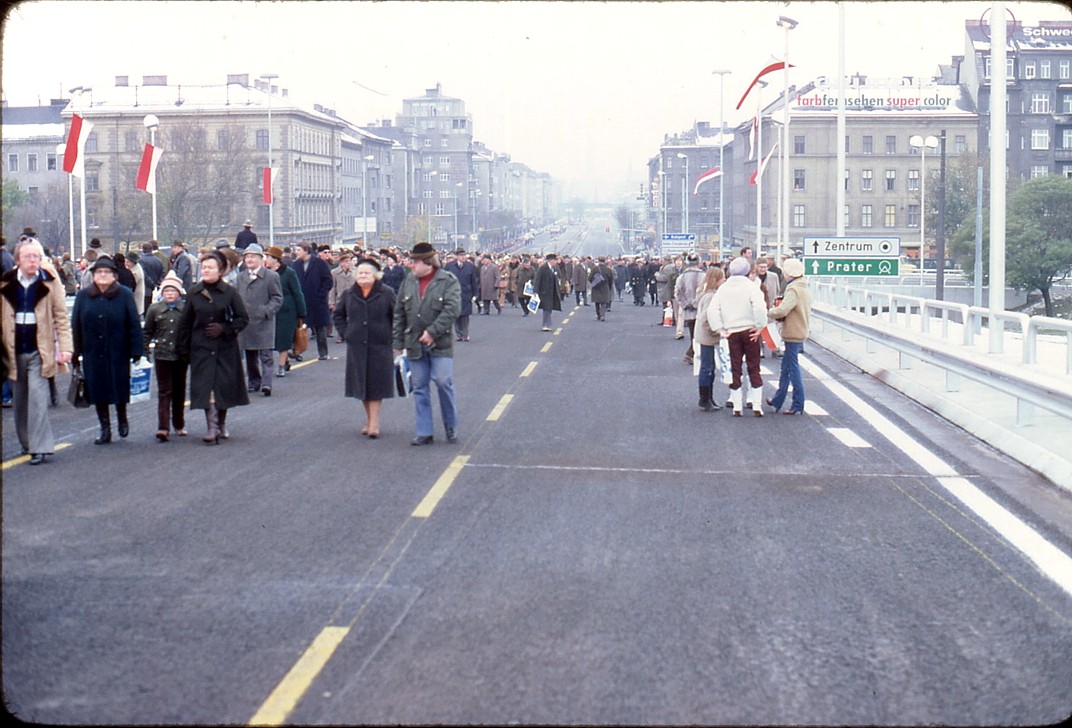
Відкриття мосту Райхсбрюке 8 листопада 1980 року

За три дні до формального відкриття мосту на неофіційній презентації було оголошено, що спорудження мосту вартувало 914 млн шилінгів та у його ході було використано 50 тис м3 бетону, 3100 т залізобетону та 2400 т арматури. Також було зазначено, що міський уряд спільно із Міністерством будівництва узгодили прямий виїзд з мосту на острів Донауінзель. Використання цього виїзду, втім і досі обмежене лише для транспортних засобів спеціальних служб, велосипедів та пішоходів.
Офіційне відкриття мосту за участі міського політика Хайнца Ніттеля відбулося 8 листопада 1980 року у присутності близько 10 тис осіб. У церемонії також брав участь зокрема тодішній президент Австрії Рудольф Кірхшлегер, який виголосив урочисту промову. Відкриття також супроводжувалося спеціальними випусками щоденних газет.
По закінченню офіційних святкувань міст перейшли тисячі пішоходів. Після того, близько 12 години дня, він був відкритий для дорожнього руху.
Міст отримав офіційну назву Міст Йоганна Нестроя, або ж Йоганн-Нестрой-брюке (нім. Johann-Nestroy-Brücke), яка, втім, не прижилася.

### Відкриття метрополітену

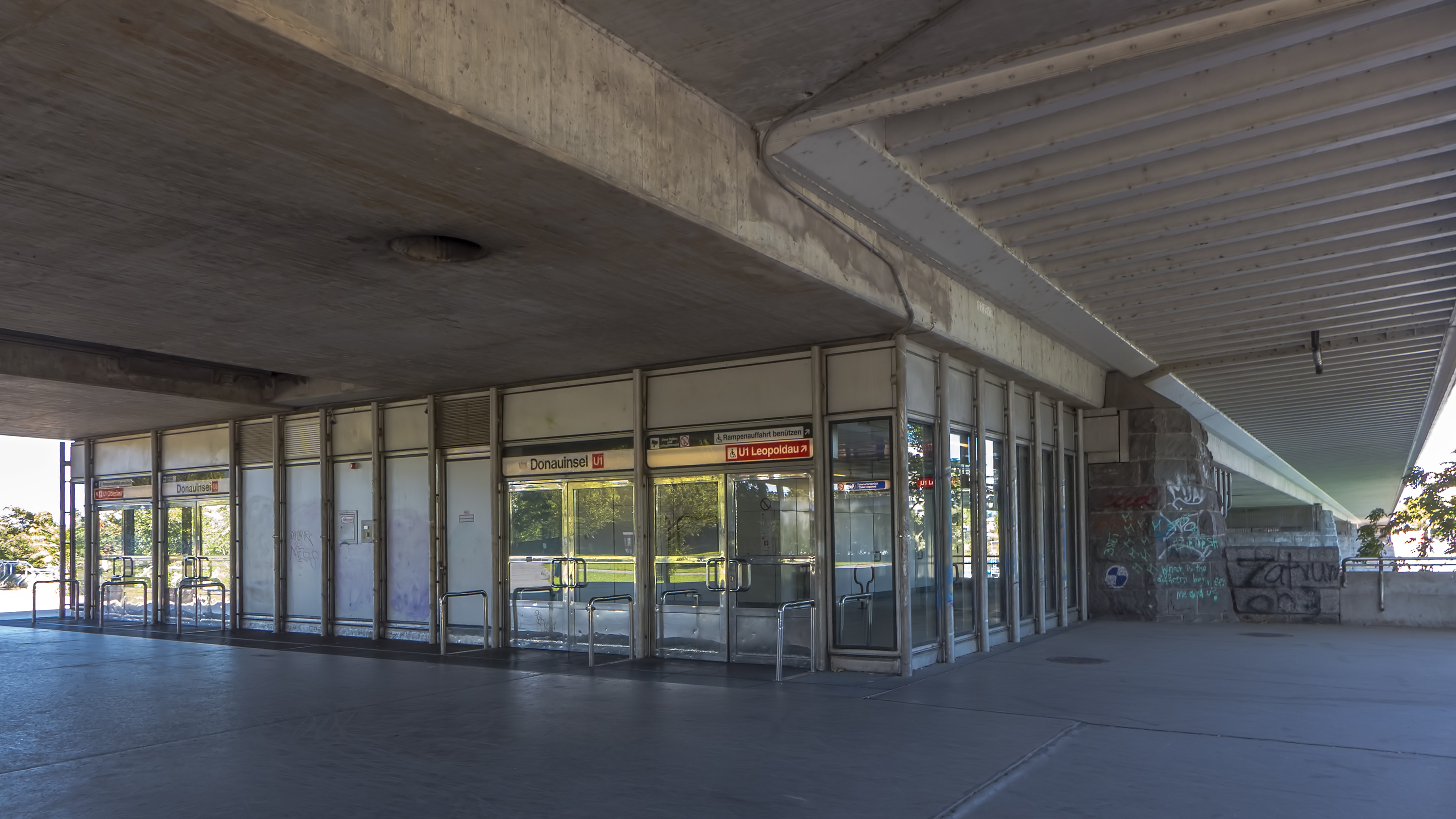
Станція метро "Донауінзель" під мостом Райхсбрюке

У той час, як автомобільне сполучення з 1980 року знову проходило мостом Райхсбрюке, громадський транспорт і надалі мав проходити по допоміжних мостах. На осінь 1982 року було заплановано відкриття лінії метрополітену U1 у напрямку Каґрану.
У березні 1982 року низка щоденних газет стверджувала про проблеми, що виникли при перших тестових запусках метро по мосту Райхсбрюке. Коливання, викликані потягами, начебто були небезпечними для мосту. Тому використання метро було дозволене лише дуже обмеженим. 8 березня відбулася прес-конференція, на якій, втім, це було спростоване. Виявилося, що хтось анонімно запустив цю чутку в газети.

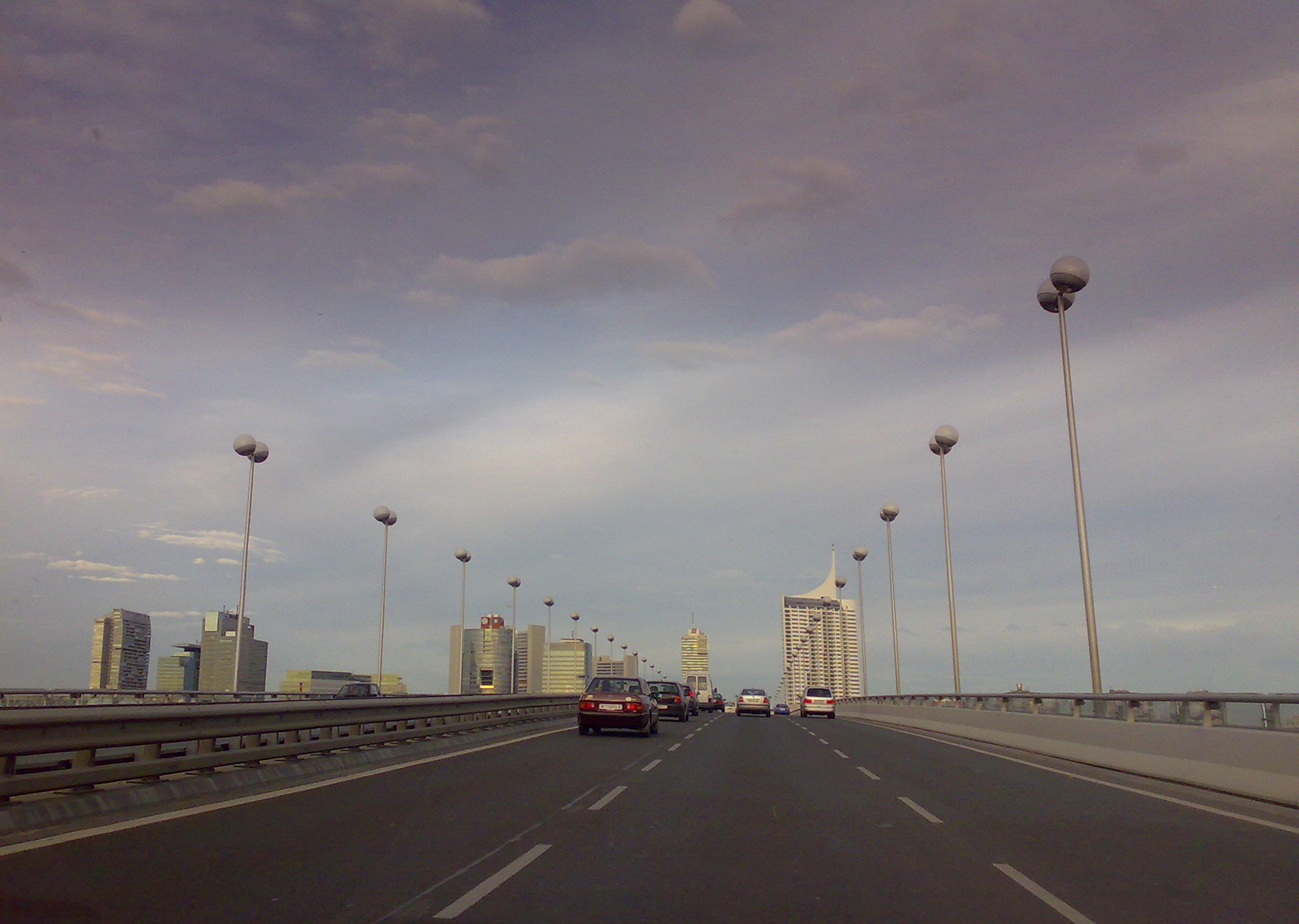
Проїжджа частина мосту Райхсбрюке, напрямок Кагран.

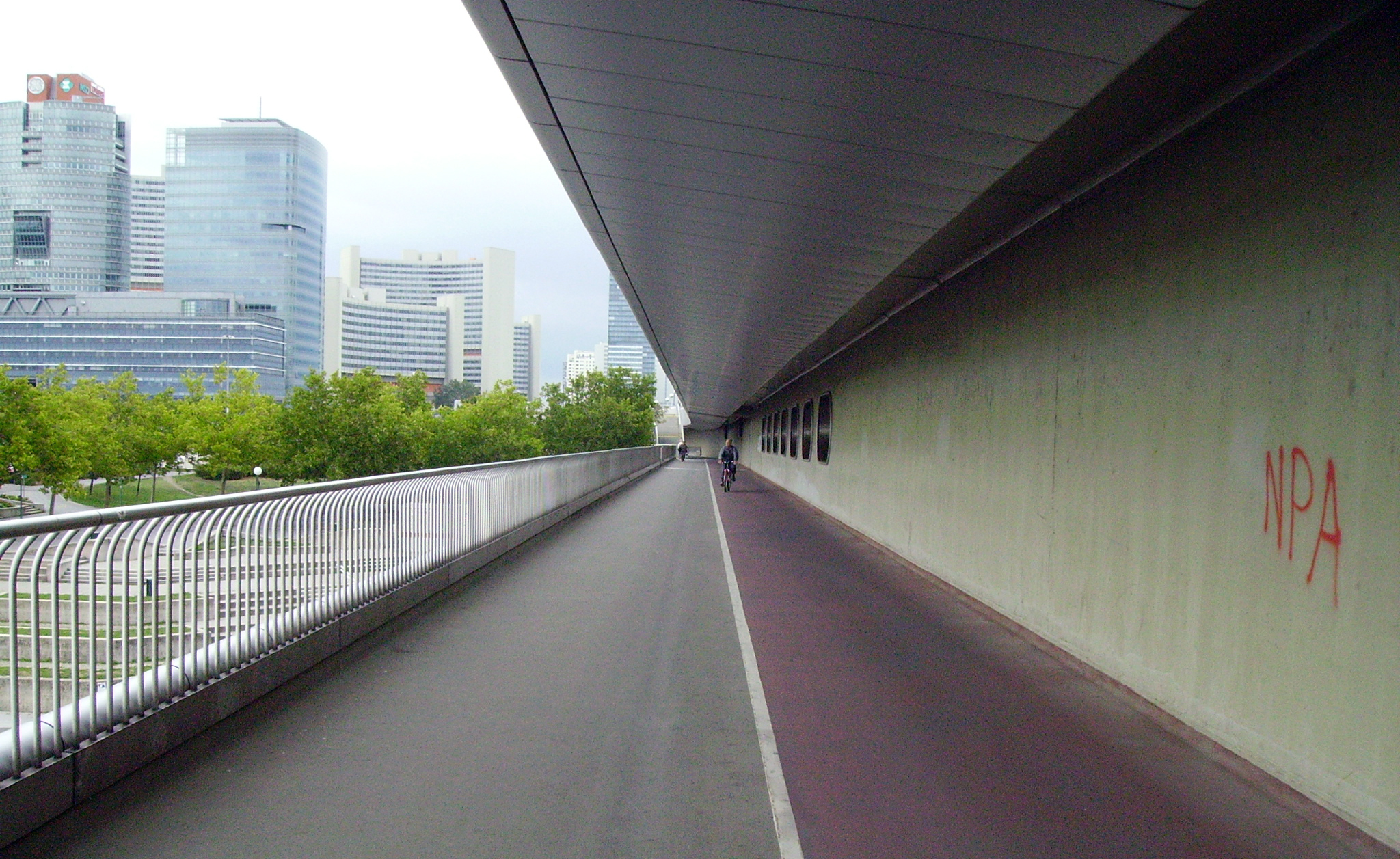
Розділена пішохідна та велосипедна доріжка на мості Райхсбрюке після розширення. (На захід вид на Donau City та Vienna International Centre.)

Перший потяг метро із пасажирами проїхав по мосту Райхсбрюке 3 вересня 1982 року о 17:30. Того ж дня по ньому востаннє проїхав трамвай – експлуатація трамвайних маршрутів 25 і 26 через Дунай була припинена 4 вересня (втім, самі лінії у 22-му районі збереглися). Врешті-решт обидва допоміжні мости були зняті у березні 1983 року.

### Відновлення та перебудова
У 2003–2005 роках Райхсбрюке був відремонтований та перебудований за проєктні кошти у 30 млн євро. При цьому було оновлено усе покриття проїжджої частини разом із ущільненням – окрім цього його вкрили шумопоглинаючим шаром. Також було перебудовано автобусну зупинку на мості і збудовано ще дві нових. Окрім цього було встановлено нове енергозберігаюче освітлення. Кількість дорожних смуг (з чотирьох до шести) вдалося збільшити завдяки зменшенню ширини розділювальної смуги та демонтажу вузьких проходів для надзвичайних ситуацій.
Платформи завширшки 3,65 м, передбачені для пішохідних та велосипедних доріжок по обидві стороні колії метро, були замінені сталевими конструкціями 5,27 м завширшки кожна. Через розширення окремих пішохідних та велосипедних доріжок початкові велодоріжки (на сході з міста на північ, на заході у місто на південь) також були відкриті в обидві сторони для велосипедного руху. Завдяки рампам по обидва боки стали доступні входи для людей із обмеженими можливостями. Наразі площа пішохідних доріжок складає 10 тис м2.
9 липня 2005 року проводилися урочисті святкування 25-ї річниці мосту Райхсбрюке; тоді ж був завершений і капітальний ремонт.

### Експлуатація мосту
Міст є одним із найважливіших шляхів сполучення центру Відня з іншими районами на лівому березі Дунаю та південно-східними околицями Відня. Також на ньому розташовані виходи до рекреаційних зон на острові Донауінзель та дитячого парку розваг.
Зараз щороку по мосту проїжджає близько 39 тисяч вантажівок і по буднях більше 43 тисяч транспортних засобів.
З 1984 року щовесни проводиться марафон Vienna City Marathon, частина маршруту якого проходить по мосту.
У 2004 році у міст врізалося німецьке пасажирське судно, у результаті чого кілька осіб зазнали поранень різного ступеня тяжкості. При цьому міст серйозних пошкоджень не зазнав.